# ذو باب (تعز)

تعديل مصدري - تعديل

ذو باب هي مدينة ومركز مديرية باب المندب بمحافظة تعز اليمنية، بلغ تعداد سكانها 4050 نسمة حسب الإحصاء الذي أجري عام 2004.